# Villabermudo
 Villabermudo  de Ojeda es una localidad y una pedanía  del municipio de Herrera de Pisuerga en la provincia de Palencia, comunidad autónoma de Castilla y León en España. 

## Situación
Villabermudo de Ojeda es una localidad palentina que se encuentra a 2 kilómetros de Herrera de Pisuerga, en la intersección entre la Autovía de la Meseta A-67 y la carretera C-627 con dirección a Cervera de Pisuerga. 
Está asentada en la comarca Boedo-Ojeda, en una amplia y fértil vega que riega el río Burejo, ya próximo a entregar sus aguas al Pisuerga. A 28 km de Aguilar de Campoo, 76 km de Palencia y 134 de Santander.

## Historia
En su término está constatada la presencia de dos castros prerromanos (Villabermudo I y II) atribuido a los Cántabros
Continuándose su poblamiento en tiempos de la presencia de las tropas romanas de la Legio IIII Macedonica en Pisoraca (hoy Herrera de Pisuerga), entre el 20 a. C. y el 40 d. C. En su territorio se han encontrado abundantes restos arqueológicos, como teselas, tejas, vidrios, terra sigillata, y los restos de una notable villa romana con mosaicos en el pago Pradera Honda. Lamentablemente, el mosaico más valioso -una representación de Diana cazadora- desapareció a finales del  siglo XIX. Hay restos arqueológicos de la villa en el Museo del castillo de Ampudia y en el Museo Arqueológico de Palencia.
Fue repoblada reinando Fruela II, rey de León, por don Bermudo, hijo del conde de Liébana. En la documentación del monasterio de Liébana aparece un 'Bermuda' de linaje señorial (año 924).
El Becerro de los Beneficios de Palencia (1341) dice de Villa Bermuda que “en la iglesia de Sta.Maria deue ayer quatro prestes, dos diáconos, dos subdiachonos, seis graneros que son con la media ración del cura siete raciones”: abundante clerecía que nos da idea de la importancia de la villa entonces.
El Becerro de las Behetrías dice que este lugar es del monasterio de Amaya, del monasterio de San Andrés de Arroyo y del monasterio de los Barrios de Avia y de la Orden de san Juan, salvo dos vasallos que tiene Juan Rodríguez de Sandoval.
Villabermudo pasó a formar parte, posteriormente, como otros pueblos del Boedo y la Ojeda que tenían por entonces como señora a la abadesa de san Andrés, del señorío de los Fernández de Velasco de Herrera, por causa de las llamadas encomiendas o protección señorial a los monasterios. Sin embargo, después de 1380, por sentencia del rey Juan I, fue devuelto a la abadesa.
A mediados del siglo XV, ante las dificultades económicas y empobrecimiento del monasterio de san Andrés de Arroyo, las mismas religiosas se verán precisadas a solicitar la vuelta al régimen de encomienda, terminando por ceder el señorío abacial al duque de Frías, señor de Herrera de Pisuerga.
Más modernamente, en el siglo XIX, encontramos a Villabermudo en el partido de Carrión de los Condes, jurisdicción del alcalde mayor de Herrera, con 72 vecinos y 302 habitantes. Producía granos, vinos pastos y ganados. Su industria era la de algunos telares de paños y lienzos. En los años 1960 llegó a tener 900 habitantes, ayuntamiento propio y un próspero nivel de vida basado en el cultivo de la tierra, principalmente ajos, patatas y cereal. Hoy, tras sufrir el éxodo de la mayoría de sus habitantes a ciudades, es una pedanía de Herrera de Pisuerga.
Villabermudo fue municipio independiente hasta 1972. En aquel año se decretó su anexión al municipio de Herrera de Pisuerga.

## Geografía humana

### Demografía
| Gráfica de evolución demográfica de Villabermudo entre 1842 y 1970 |
| |
| Población de derecho según los censos de población del INE Población de hecho según los censos de población del INEEn este censo se denominaba Villavermudo: 1842 Entre el censo de 1981 y el anterior, este municipio desaparece porque se integra en el municipio 34083 (Herrera de Pisuerga) |

Evolución de la población en el siglo XXI
| Gráfica de evolución demográfica de Villabermudo entre 2000 y 2020 |
|                                                                    |
| Población de derecho (2000-2020) según el padrón municipal del INE |

## Patrimonio
- Iglesia de Nuestra de la Asunción: Templo con cabecera, ventana y canecillos románicos en el exterior y capiteles románicos en el interior. Una puerta de transición al gótico junto a la torre barroca. Aditamentos entre los siglos XV y XVIII.
- Ermita de Nuestra Señora de Ventosilla: a 2 kilómetros.